# Gabriella Laberge
Pour les articles homonymes, voir Gabriella et Laberge.
Gabrielle Laberge, faisant carrière sous les noms de Gabriella Laberge et de Gabriella, et née le 20 mai 1993 à Saint-Basile-le-Grand au Québec, est une auteure-compositrice-interprète et violoniste canadienne.

## Biographie
Cette section est promotionnelle ou publicitaire (mai 2023). Considérez son contenu avec précaution et/ou discutez-en.
Gabriella naît le 20 mai 1993 à Saint-Basile-le-Grand.
Après avoir commencé le violon à l'âge de 6 ans, Gabriella découvre le chant à 11 ans, à la suite d'une blessure à la main qui l'empêche de jouer du violon pendant quelques mois. Elle ajoute à sa pratique du violon, la guitare et le piano, qui font d'elle une multi-instrumentiste : cela lui permet d'effectuer elle-même les arrangements de ses compositions. Durant 3 ans, elle étudie les techniques professionnelles en musique et chanson : elle y consolide ses connaissances en enregistrement, formation auditive, composition, interprétation, arrangement et en gestion de carrière, parallèlement à un cursus de perfectionnement en jazz.
À 18 ans, Gregory Charles lui propose d’être choriste pour de nombreux artistes, tels que Sarah McLachlan au Mondial Choral de Laval. Gabriella choisit une carrière solo à l'automne 2013. Elle rencontre alors l’auteur-compositeur-interprète et réalisateur Christian Sbrocca qui lui propose de réaliser son premier album.
Ayant pour inspirations Taylor Swift, Ingrid Andres et Angèle Dubeau, entre autres, Gabriella définit son style musical de adulte contemporain, soft pop.

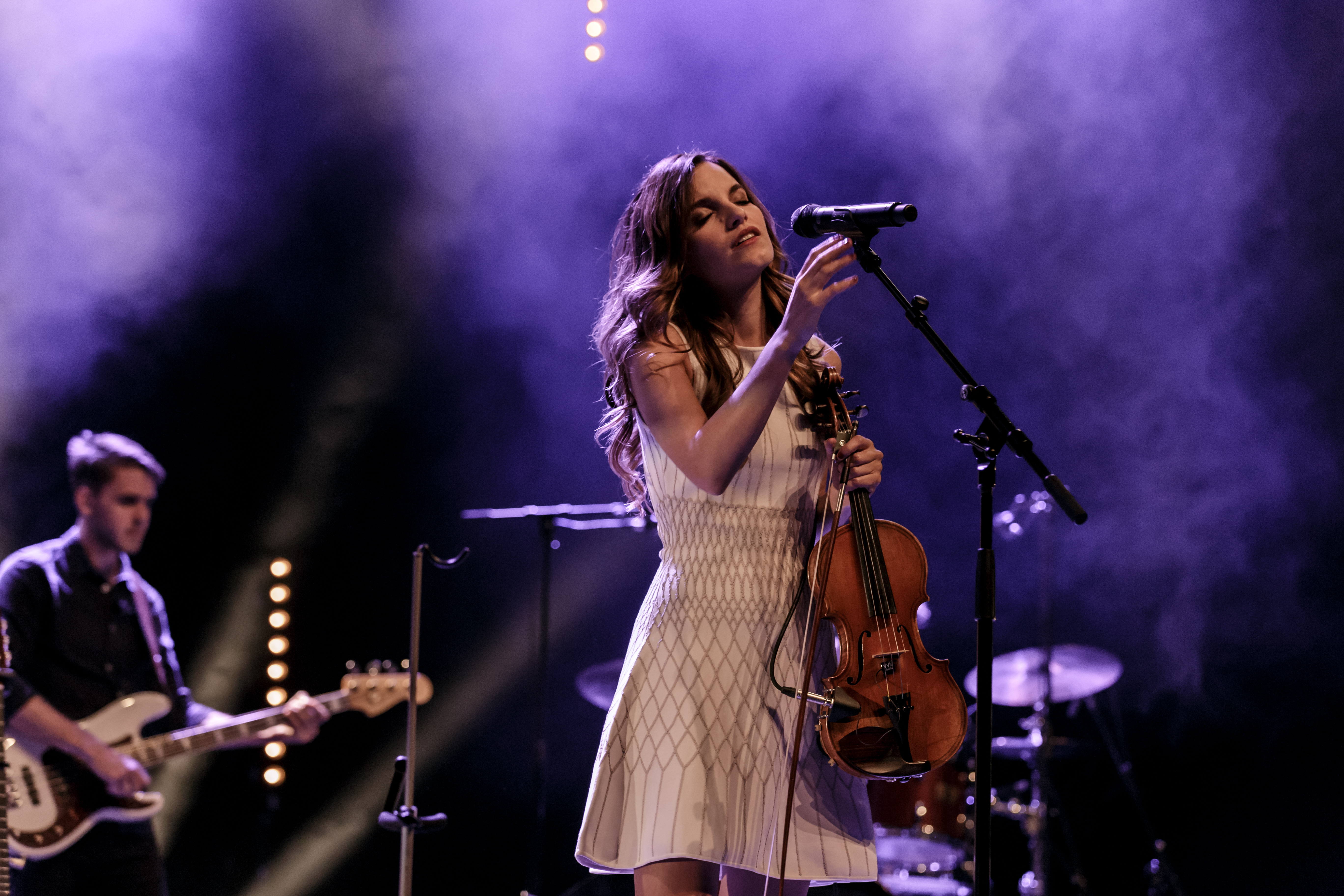
Gabriella avec son violon sur scène en 2016 à Quimper.

Le 5 mai 2015, elle lance un premier mini album While the oak, composé de 6 pistes dont Cloud in the sky qui se maintient plusieurs semaines au Top 20 pop adulte anglophone du Palmarès québécois et qui devient par la suite la chanson publicitaire du festival Montréal en lumière 2016. Sorrow (en duo avec Olivier Dion) reste 12 semaines no 1 au Top radio anglophone (Palmarès). Lors d'un séjour à Paris, elle tourne le clip vidéo de la chanson avec lui. La même année, elle apparaît dans le clip de la chanson Les yeux de la mama de Kendji Girac.
Gabriella Laberge a fait plusieurs séjours en Europe, dont un à Vienne (Autriche), où le titre Cloud in the sky a été écrit en collaboration avec Peter Vieweger, guitariste entre autres de Falco dans les années 1980.
Le 18 septembre 2015 est lancé The Story of Oak & Leafless, composé de 19 chansons, présenté sous forme double : un premier disque intitulé The story of Oak, contenant 9 chansons, et un second disque Leafless, avec 10 chansons acoustiques.
Gabriella participe, fin 2015 et début 2016, à la saison 5 de The Voice, la plus belle voix diffusée sur TF1. Lors des « auditions à l'aveugle », elle interprète la chanson The Scientist de Coldplay, accompagnée d'un violon, et intègre l'équipe de Mika. Elle atteint les quarts de finale. Elle interprète Aussi libre que moi de Calogero avant d'être éliminée de la compétition début mai. Son audition à l'aveugle a cumulé plus de 86 millions de vues, restant à ce jour l'une des auditions à l'aveugle les plus regardées de The Voice France. 
Les compositions de Gabriella Laberge se retrouvent également sur le petit écran. La 9e saison de la série Lance et compte propose cinq chansons écrites et interprétées par elle tandis que la série canadienne Mohawk Girls en fait résonner quatre.
Après plusieurs performances, dont celles au Festival international de jazz de Montréal, au Théâtre Petit Champlain (Vieux-Québec) et au National de Montréal, Gabriella reçoit « Le coup de cœur » ROSEQ 2015. Elle commence une tournée au Québec le 27 février 2016 au Festival Montréal en lumière, et s'ensuivront plus de 250 spectacles.
En 2019, Gabriella sort son deuxième album intitulé Étrangère et signe avec Polydor France, un label d'Universal Music Group.
En décembre 2018, elle fait partie des 18 artistes sélectionnés par France 2 pour participer au télé-crochet Destination Eurovision 2019 qui permet de choisir le représentant de la France au Concours Eurovision de la chanson 2019 se déroulant en mai à Tel-Aviv. Elle participe à la deuxième demi-finale le 19 janvier où elle se classe 6e sur 9 avec sa chanson On cherche encore (Never Get Enough).
Le 30 novembre 2019, elle donne un concert au Zèbre à Paris.
À l'été 2021, elle participe à la 16e saison d'America's Got Talent. Son interprétation de Goodbye my Lover (James Blunt), qu'elle interprète vocalement et au violon, épate les quatre juges du concours (Simon Cowell, Howie Mandel, Heidi Klum and Sofia Vergara).
En 2022, Gabriella Laberge chante l'hymne américain et canadien pour le Rocket de Laval. 
En 2023, elle lance un EP intitulé Echoes of Dreams. Ce projet, réalisé entièrement par son collaborateur, l'artiste Eric Lamothe, comporte 5 titres originaux.

## Discographie

### Singles
- 2016 : The Last Wave
- 2018 : Tu es flou
- 2019 : On cherche encore (Never Get Enough)
- 2019 : Étrangère
- 2019 : Coffee Break
- 2023 : 5 AM